# ریخت‌زایی
ریخت‌زایی یا مورفوجِنِسیس (به انگلیسی: morphogenesis) یا مورفوژِنِز (به فرانسوی: morphogenèse) یک فرایند زیستی که در آن، جاندار به خود چهره می‌گیرد و ریخت جاندار در آن پدید می‌آید. به عبارت ساده‌تر، ریخت‌زایی به‌معنای قابلیت زیست‌شناختی یک موجود زنده در پروراندن شکل ظاهریِ خود است. این فرایند، در کنار فرایندهای رشد یاخته و دگرگونی یاخته، یکی از سه بخش پایه‌ایِ زیست‌شناسی رشد است.

## تاریخچه
این ایده در سال ۱۹۵۲ توسط آلن تورینگ مطرح شد. تورینگ از سال ۱۹۵۲ تا زمان مرگش در سال ۱۹۵۴، بر روی زیست‌شناسی ریاضیاتی کار کرد، به‌ویژه بر روی ریخت‌زایی. او در ۱۹۵۲ یک مقاله با موضوع «اساس شیمیایی ریخت‌زایی» منتشر کرد.
در نظر بگیرید که بادی مداوم روی شن‌های صحرا می‌وزد و انواع شکل‌ها را می‌سازد. ذرات خودبه‌خود به شکل موج و چین‌وچروک درمی‌آیند. دلیل این پدیده را بایستی در وابستگی وقایع به هم دانست. پدیده‌های آشوبناک غیرخطی را نمی‌توان با یک ماشین تورینگ و، به عبارت دقیق‌تر، با معادلات جبری محاسبه کرد. راه‌راه‌های نقش‌بسته بر پوست گورخرها و ریختِ ماهیان گرمسیری نیز جزو همین دسته از پدیده‌ها قرار می‌گیرند.
تورینگ در معادلات دیفرانسیل خود در خلال سال‌های ۱۹۵۲ تا ۱۹۵۴ راجع به پدیدهٔ ریخت‌زایی توصیف کرده بود که به همین شکل ایجاد می‌شوند.
بااین‌که معادلهٔ تورینگ کامل نبود، ولی اولین قدم‌ها در کاربردی بودن ریاضی در زمینهٔ سامانه‌های پیچیده به‌شمار می‌رفت.
در دانش جغرافیا، ریخت‌زایی به منشأ و چگونگی گسترش اَشکال ناهمواریها گفته می‌شود.